# Redding, Kalifornien
Redding är en stad i den amerikanska delstaten Kalifornien med en yta av 154,4 km² och en folkmängd som uppgår till 104 504 invånare (2010). Redding är administrativ huvudort i Shasta County.

## Kända personer från Redding
- Eddie Machen, boxare
- Bill Johnson, Författare och pastor i församlingen Bethel Church.
- Megan Rapinoe, fotbollsspelare
- Brian Sandoval, guvernör i Nevada 2011–2019